# Max Euwe
Machgielis »Max« Euwe [mahgiélis máks úver], nizozemski šahist in matematik, * 20. maj 1901, Watergraafsmeer pri Amsterdamu, Nizozemska, † 26. november 1981, Amsterdam.

## Življenje in delo
Max Euwe je bil med letoma 1935 in 1937 peti šahovski svetovni prvak.
Študiral je matematiko na Univerzi v Amsterdamu in zatem poučeval matematiko, najprej v Rotterdamu in nato v dekliškem liceju v Amsterdamu.
Svoje znanje matematike je z uporabo Thue-Morsejevega zaporedja uporabil pri vprašanju neskončnih šahovskih iger.
Leta 1921 je zmagal na nizozemskem šahovskem prvenstvu in držal prvo mesto do leta 1935. Leta 1928 je postal amaterski šahovski prvak. 15. decembra 1935 je po 30. odigranih igrah v 13. v različnih mestih in 80. dnevih premagal tedanjega svetovnega prvaka Aleksandra Aljehina z rezultatom +9 -8 =13. Njegov naslov je zelo razširil igranje šaha na Nizozemskem. 
Leta 1937 mu je naslov ponovno odvzel Aljehin (+10 -4 =11). Po Aljehinovi smrti leta 1946 so mu mnogi priznavali pravico nad naslovom svetovnega prvaka, vendar je prijazno privolil v turnir za izbiro novega svetovnega prvaka, kjer je sodelovalo pet šahistov. Turnir so izvedli leta 1948 in zasedel je zadnje mesto.
Čeprav je bil Euwe več kot štirideset let starejši od Bobbyja Fischerja, je imel ugoden medsebojni rezultat (+1-1=1).
Od leta 1970 do 1980 je bil predsednik Svetovne šahovske zveze (FIDE). Odigral je pomembno vlogo pri organiziranju dvoboja med Spaskim in Fischerjem leta 1972.
Napisal je tudi mnogo knjig o šahu in šahovskih otvoritvah. Med njimi je najbolj znana Ovrednoti in načrtuj (Oordeel en Plan)
V Amsterdamu se po njem imenuje trg, Max Euwe Plein blizu Leidsepleina. Tu se nahaja Muzej Maxa Euweja, kjer hranijo veliko zbirko šahovskih knjig.
Njegova pravnukinja Esmee Lammers je napisala zelo priljubljeno otroško knjigo Naj dolgo živi kraljica (Lang Leve de Koningin).